# Joséphine Demerliac
Joséphine Demerliac (* 1992 in Paris) ist eine französische Filmregisseurin, Drehbuchautorin, Produzentin, Editorin und Schauspielerin. Vor der Kamera und für musikbezogene Werke verwendet sie das Pseudonym Zou. Bekanntheit erlangte sie vor allem durch die Inszenierung des feministischen Musikvideos La bombe (2017) und ihres Spielfilmdebüts Die Sonne brennt (2021).

## Leben
Joséphine Demerliac besuchte ab 2010 das Pariser Lycée Lavoisier und wechselte 2012 auf die Sorbonne, wo sie ein wirtschaftswissenschaftliches Studium begann. Nach einem Erasmus-Aufenthalt an der Freien Universität Berlin (2013–2014) schloss sie ihr Masterstudium 2015 in der Fachrichtung Recht und Wirtschaft in der audiovisuellen Industrie ab. Im Jahr 2016 absolvierte sie einen Film-Workshop am Pariser Gobelins, l’école de l’image.
Demerliac lebt und arbeitet in Berlin. Sie hat eine Schwester namens Clémence Demerliac.

## Karriere

### Anfänge als Musikerin und Theaterregisseurin und Umzug nach Berlin
Während ihrer Schulzeit begeisterte sich Demerliac sehr für Musik und wollte ursprünglich eine Karriere als Pianistin einschlagen. Sie spielte Klavier und widmete sich dem Gesang, Jazz und klassischer Musik. Auch trat sie mit eigenen Bühnenprogrammen auf und gewann 2007 unter dem Künstlernamen JoJo Buel einen Musical-Talentwettbewerb. Als 17-Jährige inszenierte sie dann im März 2010 in Burgund das selbstverfasste Musical Pratique. Musatic, für das sie auch die Musik komponierte und die Hauptrolle übernahm. Bei dem Stück, das Breakdance mit klassischen Tanz verband und von den Alltagssorgen und Problemen zweier Mädchen berichtete, fand Demerliac Gefallen an der Regiearbeit. Sie hatte dabei die Leitung über ein Ensemble von 30 Personen inne.
2012 drehte Demerliac ein erstes Musikvideo und verspürte dabei mehr Selbstbewusstsein, als beim bloßen Komponieren. Bei ihrem Erasmus-Aufenthalt in Berlin fand sie Gefallen an der Stadt, während sie sich in Paris eigenen Angaben zufolge nicht heimisch fühlte. Nach Beendigung ihres Studiums zog sie 2015 nach Berlin und arbeitete dort in der Filmproduktion sowie als Freelancerin für Start-up-Unternehmen. Parallel inszenierte sie weitere Musikvideos, sowohl für ihre eigenen Kompositionen als auch für andere Künstler. Auch nahm sie den Künstlernamen Zou an, da ihr das vorherige Pseudonym JoJo Buel als zu kindlich erschien.

### Erfolg mit „La bombe“ und Spielfilmdebüt „Die Sonne brennt“
Ersten Erfolg ebnete Demerliac das fast siebenminütige Musikvideo La bombe (2017), für das sie auch das Drehbuch schrieb und gemeinsam mit ihrer Schwester Clémence Demerliac die Regie führte. Das feministische Werk, das sexuelle Gewalt an Frauen thematisiert, wurde im Jahr seiner Entstehung für den Berlin Music Video Award als bester experimenteller Beitrag nominiert. 2018 gründete Demerliac das Online-Magazin Sloth Magazine. 2020 wurde ihr dreiminütiger Kurzfilm Admiration aus dem Jahr 2016 auf der Französischen Filmwoche Berlin gezeigt. Darin porträtierte Demerliac einen gefühlsunfähigen Mann und eine überemotionale Frau und die Schwierigkeit der Körpersprache, die Gewalt zwischen den beiden fördert.
Der bisherige Höhepunkt in Demerliacs Filmkarriere stellte sich 2021 mit ihrem Spielfilmdebüt Die Sonne brennt ein, bei dem sie als Regisseurin, Drehbuchautorin, Schauspielerin, Editorin und Musikomponistin beteiligt war. Der Essayfilm über eine Dreiecksbeziehung während eines Sommers in Berlin wurde mit Cecil von Renner, Dimitri Stapfer und Demerliac selbst in den Hauptrollen besetzt. Der Film wurde mit einem Budget von unter 10.000 Euro innerhalb von 13 Tagen in den Sprachen Deutsch, Englisch und Französisch gedreht.
Ursprünglich hatte Demerliac nicht geplant, die weibliche Hauptrolle zu übernehmen. Nachdem aber zwei Schauspielerinnen für den Part abgesprungen waren, wollte sie den Dreh nicht verschieben und übernahm spontan selbst die Rolle unter ihrem Pseudonym Zou. Sie wollte mit ihrem ersten Spielfilm eine junge Antiheldin in den Mittelpunkt stellen und bezeichnete das Werk später als „Coming-of-Age-Film, der ohne Filter die Unsicherheit, Imperfektion und Verwirrung einer Generation“ zeigen soll. „Mein Ziel war es nicht einen guten Film mit einem guten ‚Plot‘ zu produzieren, sondern eine Form des Jetzts zu recherchieren. Ich habe mir wilde Entscheidungen erlaubt. Daraus ist ein Hybridfilm (Fiktion, Musikvideo/Playlist, Kunst Video) entstanden“, so Demerliac. 2021 wurde Die Sonne brennt im Spielfilm-Wettbewerb des 42. Filmfestivals Max Ophüls Preis uraufgeführt, das aufgrund der COVID-19-Pandemie komplett als Online-Edition organisiert wurde.

## Filmografie
- 2017: La bombe (Musikvideo)
- 2020: Admiration (Kurzfilm)
- 2021: Die Sonne brennt (Le soleil brûle)